# Erskine Caldwell

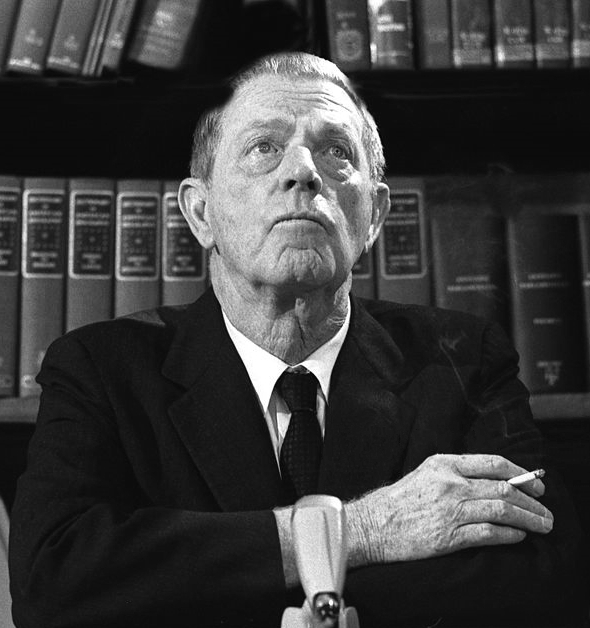
Erskine Caldwell en 1975.

Erskine Preston Caldwell (Moreland, Georgia, 17 de diciembre de 1903 - 11 de abril de 1987) fue un escritor estadounidense.

## Biografía
Erskine Caldwell nació en una casa apartada de la pequeña localidad de White Oak en los bosques cercanos a Moreland, Georgia, hijo de una maestra y un ministro de la Iglesia reformada presbiteriana asociada, y pasó su infancia trasladándose de uno a otro estado del sur de los EE. UU. cada vez que su padre encontraba trabajo en un nuevo templo.
Estudió en Erskine College, aunque no llegó a graduarse. Su aspecto en aquella época era atlético (jugó al futbol americano), alto y, según uno de sus editores, inusualmente agradable y angelical. Sus simpatías políticas comenzaron a decantarse también por aquel entonces hacia los obreros, ya que el propio Erskine trabajó en oficios muy diversos, lo que le permitió recoger experiencias de los trabajadores que luego plasmaría en sus obras. De hecho, años más tarde, Erskine ofrecería seminarios a precios reducidos para los agricultores aparceros del Sur.
Sus primeros libros publicados fueron Bastardo (1929) y Poor Fool (1930), pero los que realmente le consagraron fueron El camino del tabaco (1932) y La parcela de Dios (1933).
Su primera novela, Bastardo, fue inmediatamente prohibida, quizás a causa únicamente de su título, y las copias fueron retiradas del mercado. Más adelante, con la publicación de La parcela de Dios, las autoridades fueron más allá, e instigadas por la Sociedad Literaria de Nueva York, arrestaron a Caldwell y secuestraron las copias de su obra durante una firma de libros en Nueva York. El juicio posterior exculpó a Caldwell, quien decidió entonces denunciar a sus acusadores por falso arresto y denuncia maliciosa. De aquella novela se vendieron 10 millones de ejemplares, 2 millones más que Lo que el viento se llevó.
La obra de Caldwell fue reconocida por el público y por sus pares: Faulkner le consideró entre los cinco grandes de la literatura norteamericana, Saul Bellow reclamó el Nobel para él, e incluso Ezra Pound le llenó de elogios. El camino del tabaco fue llevada al cine por John Ford en 1941 y La parcela de Dios por Anthony Mann en 1958.
En los años 1930, Caldwell y su primera esposa, Helen, regentaron una librería en Maine. Después, con su segunda mujer, la fotógrafa Margaret Bourke-White, escribió conjuntamente la novela You Have Seen Their Faces (1937). Desilusionado con las oscuras intrigas del régimen estalinista, publicó en 1933 el relato A Message for Genevieve (1944), en el que una periodista es fusilada después de un juicio secreto por espionaje. Durante la Segunda Guerra Mundial, Caldwell obtuvo un visado de la URSS para viajar a Ucrania y trabajar como corresponsal de guerra. 
A su regreso a EE. UU., y tras separarse de Bourke-White, Caldwell se instaló en San Francisco. Durante los últimos años de su vida, dedicó seis meses anuales a viajar por el mundo y tomar notas en multitud de cuadernos que se conservan en un museo dedicado al escritor. También la casa en la que nació ha sido trasladada de su ubicación original a otra más cerca del pueblo, y convertida en museo. Caldwell, fumador empedernido, murió a causa de las complicaciones de un enfisema y cáncer de pulmón el 11 de abril de 1987, a los 83 años. Se encuentra enterrado en el Scenic Hills Memorial Park, en Oregón.

## La parcela de Dios - God's Little Acre
Como señala su traductor Vicente Campos en el prólogo a la edición española de La parcela de Dios, la literatura de Caldwell puede ubicarse entre el gótico sureño y la literatura militante. La obra, coral, muestra a una serie de personajes sumidos en la miseria material y moral que, sin embargo, tienen destellos de una profunda humanidad que les hace acreedores de la simpatía del lector. El calor abrasador y el polvoriento sur lo impregna todo, hay algo de destino inevitable en los personajes cargados de una pasión sexual incontrolable y de una violencia pueril y primigenia.
El libro trata de la condición humana, en palabras de su personaje Ty Ty Walden, un granjero de Georgia:  

Alguien nos ha jugado una mala pasada. Dios nos puso en cuerpos de animales, pero quiso que nos comportásemos como personas. Ése fue el principio de todos los males. Si Él nos hubiera creado como somos, y no nos hubiera llamado personas, hasta el más tonto de nosotros sabría vivir. Si un hombre siente lo que es por dentro, pero hace caso a los predicadores, no puede vivir como es debido. No puede hacer ambas cosas, sólo una o la otra. O vivir como nos crearon, y sentir lo que se es por dentro, o vivir como dicen los predicadores y morir por dentro. Un hombre lleva a Dios en su interior desde que nace y si tiene que vivir según los dictados de un predicador sólo puede haber problemas. Si los chicos me hubieran hecho caso, no habría habido problemas. Las chicas lo comprenden y quieren vivir tal y como Dios las creó; pero los chicos van por ahí, escuchan y se creen esas tonterías, luego vuelven y tratan de imponer esa forma de vida contraria a Dios. Dios creó chicas bonitas y creó hombres, y con eso bastaba. Cuando uno toma a una mujer o a un hombre e intenta quedárselo sólo para él, no va a encontrar más que problemas y dolor el resto de sus días.

## Obras
- The Bastard, novela corta (1929)
- Poor Fool, novela corta (1930)
- American Earth, novela corta (1931)
- Tobacco Road (1932) — El camino del tabaco, trad.: Horacio Vázquez-Rial; Alba, 1997 (Navona, 2008)
- We Are the Living, novela corta (1933)
- God's Little Acre (1933) — La parcela de Dios, trad.: Vicente Campos González; Navona, 2008
- Tenant Farmers, ensayo (1935)
- Some American People, ensayo (1935)
- Journeyman (1935) — El predicador, trad.: Rebeca Bouvier
- Kneel to the Rising Sun, novela corta (1935)
- The Sacrilege of Alan Kent (1936)
- You Have Seen Their Faces (1937, con su mujer, Margaret Bourke-White)
- Southways, novela corta (1938)
- North of the Danube (1939)
- Trouble in July (1940) — Tumulto en julio, Navona, 2009
- Say Is This the USA (1941)
- Moscow Under Fire, artículos como corresponsal (1942)
- Russia at War, artículos como corresponsal (1942)
- All-Out on the Road to Smolensk, artículos como corresponsal (1942)
- All Night Long. A Novel of Guerilla Warfare in Russia (1942)
- Georgia Boy (1943) — Un muchacho de Georgia, Navona, 2009
- Tragic Ground (1944) — Tierra trágica, trad.: José Luis Piquero; Caralt, 1963
- A House in the ouplands (1946) — La casa de la colina, trad.: Héctor Alberto Álvarez; Caralt, 1960 (Mundo actual, 1986)
- The Sure Hand of God (1947)
- This Very Earth (1948)
- A Place Called Estherville (1949) — Un lugar llamado Estherville, trad.: Domingo Manfredi Cano; Caralt, 1961 (Mundo actual, 1983)
- A Swell Looking Girl
- Episode in Palmetto (1950)
- Call It Experience, autobiografía (1951) — Llamémoslo experiencia, Lumen, 1971
- The Courting of Susie Brown, relatos (1952)
- A Lamp for Nightfall (1952) — Una luz para el anochecer, Caralt, 1986
- Love and Money (1954) — Amor y dinero, Plaza, 1975
- Gretta (1955)
- Gulf Coast Stories, relatos (1956)
- Certain Women, relatos (1957)
- Claudelle Inglish (1958)
- Molly Cottontail, literatura infantil (1958)
- When You Think of Me, relatos (1959)
- Jenny by Nature (1961)
- Men and Women, relatos (1961) — Hombres y mujeres, Mateu, 1973
- Stories of Life North and South (1930-1940), relatos selectos — Relatos del Norte y del Sur I y II, Navona, 2008 y 2010
- The Last Night of Summer (1963) — La última noche de verano, Caralt, 1966
- In Search of Bisco, libro de viajes (1965) — En busca de Bisco, Lumen, 1967
- In the Shadow of the Steeple (1966) — A la sombra del campanario, Alianza, 1968
- The Deer at Our House, literatura infantil (1966)
- Writing in America, ensayo (1967)
- Deep South, libro de viajes (1968)
- Annette (1973) — Annette, Plaza, 1978
- Afternoons in Mid America, ensayos (1976)
- With All My Might, autobiografía (1987)
- Erskine Caldwell: Selected Letters, 1929-1955, correspondencia publicada por Robert L. McDonald (1999)